# Ha (kana)
は în hiragana sau ハ în katakana, (romanizat ca ha) este un kana în limba japoneză care reprezintă o moră. Caracterul hiragana este scris cu trei linii, iar caracterul katakana cu două linii. Kana は și ハ reprezintă sunetul pronunție în japoneză [ha].
Caracterul は provine de caracterul kanji 波, iar ハ provine de 八.

## Variante
Kana は și ハ se pot folosi cu semne diacritice (dakuten sau handakuten) ca să reprezintă un alt sunet:
- ば sau バ reprezintă sunetul pronunție în japoneză [ba] (romanizat ca ba)[2]
- ぱ sau パ reprezintă sunetul pronunție în japoneză [pa]. (romanizat ca pa)

## Folosire în limba ainu
În dialectul Sahalin al limbii ainu, katakana minuscul ㇵ reprezintă sunetul h final după sunetul a (アㇵ = ah).

## Forme
| Formă                                   | Rōmaji      | Hiragana        | Katakana        |
| --------------------------------------- | ----------- | --------------- | --------------- |
| Fără semne diacritice: h- (は行 ha-gyō) | ha          | は              | ハ              |
| Fără semne diacritice: h- (は行 ha-gyō) | haa hā, hah | はあ, はぁ はー | ハア, ハァ ハー |
| Cu semnul dakuten: b- (ば行 ba-gyō)     | ba          | ば              | バ              |
| Cu semnul dakuten: b- (ば行 ba-gyō)     | baa bā, bah | ばあ, ばぁ ばー | バア, バァ バー |
| Cu semnul handakuten: p- (ぱ行 pa-gyō)  | pa          | ぱ              | パ              |
| Cu semnul handakuten: p- (ぱ行 pa-gyō)  | paa pā, pah | ぱあ, ぱぁ ぱー | パア, パァ パー |

Kana は și ハ este citit ca pronunție în japoneză [w͍a] dacă este folosit ca particulă gramaticală, de exemplu: こんにちは (konnichiwa; în românește: salut).

## Ordinea corectă de scriere
|                                      |
| Ordinea corectă de scriere pentru は |

|                                      |
| Ordinea corectă de scriere pentru ハ |

## Alte metode de scriere
- Braille:

| ・－ －－ ・・ |

- Codul Morse: －・・・